# The Death and Life of John F. Donovan
The Death and Life of John F. Donovan je kanadské filmové drama, které natočil Xavier Dolan podle scénáře, jehož spoluautorem je Jacob Tierney. Jde o Dolanův vůbec první film, který natočil v angličtině (předchozí točil ve francouzštině). Hlavní roli Johna F. Donovana ve snímku ztvárnil Kit Harington, přičemž jeho matku si zahrála Susan Sarandonová. V dalších rolích se představili například Natalie Portmanová, Kathy Batesová a Jacob Tremblay. Část filmu byla natáčena v Praze. Premiéru měl na dne 10. září 2018 na Torontském mezinárodním filmovém festivalu.